# Соан асали
Сохан асали (перс. سوهان عسلی‎; от асал «мёд») — сорт иранских кондитерских изделий (сохан). Деляются из мёда, сахара, шафрана, миндаля или других орехов (например фисташек) и топленого масла.
Изделие похоже на твердую хрупкую ириску. 
Блюдо традиционно подается на иранский новый год.